# Classe Dolphin
La classe Dolphin de sous-marin d'attaque conventionnel, construit par Howaldtswerke-Deutsche Werft AG (HDW), est directement dérivée de la classe 209 allemande. Les modifications de ces sous-marins en font une classe séparée des 209. Ils sont utilisés par la marine israélienne.

## Historique
Dans les années 1980, la marine israélienne lança un programme pour remplacer ses sous-marins de classe Gal. La nouvelle génération devait être conçue sur les plans des nouveaux type 212 allemands.
En août 1989, le contrat fut signé pour deux exemplaires. Mais en novembre 1990, le programme dut être abandonné, à la suite d'une réduction budgétaire, le coût d'un seul sous-marin étant de 320 millions de dollars.
En 1991, la deuxième guerre du Golfe débuta. Des firmes allemandes furent soupçonnées d'avoir aidés les Irakiens dans la production d'armes chimiques. Lors de lancement des missiles Scud par les Irakiens vers Israël, les israéliens étaient obligés de se réfugier dans des abris et de porter des masques. Un sentiment d'hostilité et de mécontentement grandit en Israël.
Afin de montrer la bonne volonté du gouvernement allemand envers Israël (et d'occuper les chantiers navals allemands), le chancelier Helmut Kohl décida de financer les deux premiers exemplaires Dolphin et Livyathan. Les coûts de constructions  du troisième Tekumah devant être partagés à parts égales entre les deux pays. Le premier entra en service en 1999, les deux autres en 2000.
En septembre 2014  le groupe allemand ThyssenKrupp de Kiel livre le quatrième sous-marin Tanin. 
Les Dolphin sont des sous-marins extrêmement automatisés et informatisés. L'équipement électronique est développé par les firmes israéliennes Tadiran, Israel Aerospace Industries, Elisra, Elbit Systems et Rada Electronic Industries.
Ces unités font partie des plus petits sous-marins en service, et sont également extrêmement maniables.[réf. nécessaire]

## Déploiement
Normalement déployés en Méditerranée, l'un de ces sous-marins a effectué le 4 juillet 2010 la traversée du Canal de Suez, avec l'accord des autorités égyptiennes, pour se retrouver en Mer Rouge. L'ensemble de la presse israélienne et occidentale s'est accordée pour y voir un message destiné à l'Iran,.
Plusieurs autres transits ont lieu depuis, et fin 2009, l'État-Major de la Marine décida de laisser en permanence un ou plusieurs Dolphin stationnés en Mer Rouge.

## Classe Dolphin améliorée
Le 6 juillet 2006, l'Allemagne annonce la signature d'un contrat pour deux nouveaux Dolphin modifiés. Ces deux nouveaux Dolphin disposent d'une propulsion anaérobie, qui leur permettent de rester plus longtemps en immersion.Ces sous-marins sont plus longs (68,60 m), plus rapides (25 nœuds en plongée) et plus lourds.

## Charge nucléaire
Les sous-marins Dolphin sont capables de porter des armes nucléaires,

## Liste des navires
- INS Dolphin
- INS Leviathan
- INS Tekumah
- INS Tanin (2012)[8]
- INS Rahav (2013)[8]
- INS Drakon[9] (2017)[8]. Ces trois derniers étant les Dolphin modifiés.